# Університет Меріленду (Коледж-Парк)
Університет Меріленду у Коледж-Парку (англ. University of Maryland, College Park) — університет штату в Коледж-Парку, передмісті столиці США; є найбільшим університетом у штаті Меріленд.

## Історія
6 березня 1856 року уряд штату надав дозвіл на організацію Мерілендського сільськогосподарського коледжу. 1858 місцевий політик Чарльз Калверт купив ділянку землі для будівництва кампусу нового коледжу. 1859 року до коледжу вступили перші 34 студенти. Влітку 1864, під час громадянської війни, коледж на деякий термін зайняли війська південних.
До завершення війни коледж мав значні фінансові проблеми. Довелось продати частину земельної ділянки й на два роки перепрофілюватись у чоловічу гімназію. Зрештою, 1866 року, уряд штату викупив 50% коледжу, щоб урятувати його від банкрутства; коледж став напівдержавним. 1867 року коледж знову відкрився, і до нього вступили 11 нових студентів. Кількість студентів поступово збільшилась до ста, і коледжу удалось виплатити борги. 1898 було зведено будівлю Морріла; що нині є найстарішою в університеті, й де донині читають лекції.

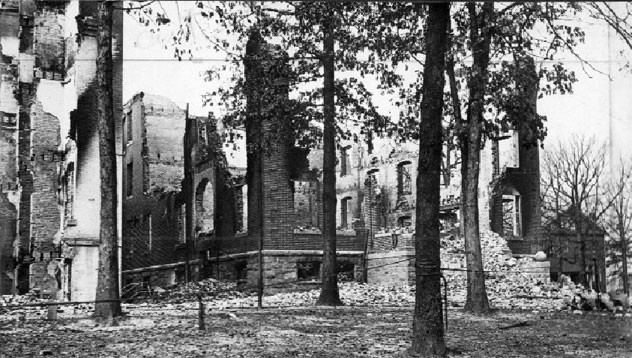
Наслідки пожежі 1912 року

29 листопада 1912 року, на День подяки, на горищі нової будівлі адміністрації почалась пожежа; через сильний вітер згоріли майже всі будівлі коледжу. Тим не менше, переважна більшість студентів повернулась у коледж після канікул, вони жили у місцевого населення, поки не було відбудовано новий гуртожиток. Нову будівлю адміністрації звели тільки у 1940-х роках.
1916 року коледж став цілком державним і отримав нову назву — Мерілендський державний коледж. Того ж року до коледжу почали приймати дівчат.
1920 на базі державного коледжу у Коледж-Парку й кампусу в Балтиморі було створено Мерілендський університет. Того ж року університет вперше присудив докторський ступінь. В університеті того часу навчались понад 500 студентів.

### Сучасна історія
Після Другої світової війни число студентів різко зросло. 1951 в університеті навчались близько 10 000 студентів; тоді університет вперше почав приймати афроамериканців. 1957 року ректор Елкінс розпочав кампанію за підвищення стандартів освіти: упродовж першого року його програми було відраховано 18% студентів.
1988 року в Меріленді було проведено реформу вишів. З'явилась Університетська система штату Меріленд, в якій Мерілендський університет у Коледж-Парку — головний виш. 1997 року уряд штату дозволив університету також використовувати назву «Університет Меріленду» (таке ж право отримав і університет у Балтиморі).
2001 року університет постраждав від торнадо; дві особи загинуло, пошкоджено 12 будівель.

## Структура
Університет надає освіту за 127 спеціальностями на рівні бакалавра та за 112 спеціальностями на рівні магістра або доктора філософії. Поділяється на 13 коледжів і шкіл:
| - Школа архітектури, планування й охорони - Школа інформаційних наук - Школа бізнесу Роберта Сміта - Коледж журналістики Філіпа Мерріла - Школа інженерії А. Джеймса Кларка - Коледж мистецтв і гуманітарних наук - Коледж комп'ютерних, математичних і фізичних наук - Школа музики | - Коледж педагогіки (College of Education) - Коледж соціальних наук - Школа охорони громадського здоров'я - Школа політології - Коледж сільського господарства і природних ресурсів - Коледж хімічних і біологічних наук |

## Відомі викладачі та випускники
Чотири місцевих професора — Хуан Рамон Хіменес, Філіпс Вільям, Томас Шеллінг і Джон Матер — стали лауреатами Нобелівської премії. В університеті також викладають Роальд Сагдєєв і Сергій Новіков.
Відомі випускники:
- Сергій Брін — один із засновників Google
- Чарльз Фефферман — лауреат Філдсовської премії 1978 року
- Герберт Аарон Гауптман — лауреат Нобелівської премії з хімії 1985 року
- Раймонд Девіс (молодший) — лауреат Нобелівської премії з фізики 2002 року
- Джордж Данціг — батько лінійного програмування
- Гало Пласа — президент Еквадору, генеральний секретар Організації Американських Держав